# Округ-Горній
Округ-Горній (хорв. Okrug Gornji) — населений пункт у Хорватії, у Сплітсько-Далматинській жупанії у складі громади Округ.

## Населення
Населення за даними перепису 2011 року становило 3 081 осіб.
Динаміка чисельності населення поселення:

## Клімат
Середня річна температура становить 16,29 °C, середня максимальна – 28,82 °C, а середня мінімальна – 4,14 °C. Середня річна кількість опадів – 727 мм.
| Клімат поселення                              | Клімат поселення | Клімат поселення | Клімат поселення | Клімат поселення | Клімат поселення | Клімат поселення | Клімат поселення | Клімат поселення | Клімат поселення | Клімат поселення | Клімат поселення | Клімат поселення | Клімат поселення |
| Показник                                      | Січ.             | Лют.             | Бер.             | Квіт.            | Трав.            | Черв.            | Лип.             | Серп.            | Вер.             | Жовт.            | Лист.            | Груд.            |                  |
| Середній максимум, °C                         | 12,56            | 12,79            | 15,07            | 18,12            | 23,14            | 27,09            | 28,82            | 28,67            | 24,67            | 20,54            | 15,69            | 12,68            |                  |
| Середня температура, °C                       | 8,37             | 8,58             | 10,88            | 13,90            | 18,93            | 22,90            | 25,63            | 25,50            | 21,48            | 17,36            | 12,49            | 9,48             |                  |
| Середній мінімум, °C                          | 4,14             | 4,39             | 6,67             | 9,70             | 14,72            | 18,69            | 22,42            | 22,31            | 18,28            | 14,14            | 9,31             | 6,30             |                  |
| Норма опадів, мм                              | 67               | 56               | 63               | 62               | 50               | 44               | 27               | 42               | 65               | 77               | 93               | 81               |                  |
| Середньомісячна швидкість вітру, м/с          | 3.30             | 3.47             | 3.57             | 3.30             | 2.90             | 2.69             | 2.70             | 2.60             | 2.87             | 3.00             | 3.70             | 3.57             |                  |
| Середньомісячна сонячна радіація, кДж/м²·день | 5513             | 8245             | 11971            | 16661            | 20766            | 23497            | 24970            | 21983            | 16244            | 10542            | 5961             | 4670             |                  |
| --------------------------------------------- | ---------------- | ---------------- | ---------------- | ---------------- | ---------------- | ---------------- | ---------------- | ---------------- | ---------------- | ---------------- | ---------------- | ---------------- | ---------------- |
| Джерело:                                      |                  |                  |                  |                  |                  |                  |                  |                  |                  |                  |                  |                  |                  |